# Grace
Gracie je ženské křestní jméno. Jméno pochází z latinského jména gratia, to znamená půvabná, milostiplná, milá.

## Domácké podoby
Gracie, Graciela, Gracia, "Grejsí", "Grasí"

## Další podoby
- Slovensky, maďarsky: Grácia
- Německy: Grazia, Gratia, Gracia, Graziella
- Francouzsky: Grâce
- Španělsky: Gracia, Graciela
- Italsky: Grazia, Graziella
- Dánsky, norsky: Grace
- Polsky: Gracja
- Srbochorvatsky: Gracija

## Skutečné Grace
- Grace Kellyová – americká herečka
- Grace Marks – americká vražedkyně
- Grace Metalious – americká spisovatelka
- Graciela Beltrán – mexická zpěvačka
- Gracia Mendes Nasi – židovská hrdinka
- Grace Jones – jamajská zpěvačka, modelka a herečka
- Grace Park – korejsko-americká herečka
- Grace Kim – korejská modelka
- Graciella Sanchez – manželka Bryana Spearse

## Fiktivní Grace
- Grace Adler – postava ze seriálu Will & Grace
- Gracie Sheffield – postava ze seriálu Chůva k pohledání
- Grace Van Pelt – postava ze seriálu Mentalista
- Hazel Grace Lancaster – postava z knihy Hvězdy nám nepřály od Johna Greena

## Grace jako příjmení
- John Hilton Grace – britský matematik
- Mark Grace – bývalý americký baseballista
- Ted Grace – australský politik
- Topher Grace – americký herec
- William Gilbert Grace – britský kriketový hráč
- William Russell Grace – irsko-americký politik, zakladatel W. R. Grace and Company
- Helen Grace – britská herečka
- Maggie Grace – americká herečka